# UB-54号潜艇
陛下之UB-54号艇是德意志帝国海军于第一次世界大战期间建造的其中一艘UB-III型近岸潜艇或称U艇。它由不来梅的威悉船厂承建，于1917年4月18日新船下水，至同年6月12日交付使用。其全长55.85米，水面及水下排水量分别为516吨和646吨，艇载武器则包括五具500毫米鱼雷发射管以及一门88毫米口径甲板炮。
UB-54号的整个服役生涯都是在驻泽布吕赫的佛兰德区舰队度过，并参与了大西洋潜艇战。在六次巡逻期间，该艇累计击沉了协约国或中立国的13艘商船和1艘辅助军舰，容积总吨为7200吨。UB-54号于1918年3月离港后失踪，据信它是在诺福克沿岸以北海域遭多艘英国驱逐舰投掷深水炸弹击沉，艇内29名官兵全数阵亡。

## 设计
UB-54号是不来梅威悉船厂承建的UB-III型首批次（UB-54至UB-59号）的首艇，由德意志帝国海军潜艇监察局于1916年5月20日向订购、同年9月5日动工，至1917年4月18日下水。其全长55.85米，舷宽5.8米。艇体采用双壳体结构，水面及水下排水量分别为516吨和646吨，浮起时的吃水深度为3.72米。由于无需像UC-II型艇那样提供水雷布设装置，设计工程师对潜艇舷弧进行了优化，增大了司令塔体积，配备两具潜望镜，司令塔与控制室之间增加一道水密舱壁。这些改进显著提高了潜艇的水下机动性和生存力。为了达到更高的航速，UB-54号采用两台科尔庭六缸四冲程530匹公制馬力（390千瓦特）柴油机用于水面运行，以及两台394匹公制馬力（290千瓦特）的西门子-舒克特电动发电机用于水下航行；水面最高航速13.4節（24.8每小時），水下7.8節（14.4每小時）；能够在水面以6節（11每小時）航速续航9,020海里（16,710），或以4節（7.4每小時）连续在水下航行55海里（102）而无需充电。
UB-54号的主武器为五具500毫米艇艏鱼雷发射管，其中艇艏四具采用层叠式布局分居两侧、艇艉一具，并可搭载合共10枚G6型鱼雷。辅助武器则是一门88毫米30倍径速射炮。其标准船员编制为3名军官加31名水兵。

## 服役历史
1917年8月21日，UB-54号在前UC-1和UC-34号艇长、经验丰富的海军中尉埃贡·冯·韦尔纳的指挥下正式入役，随即展开海试。完成海试后，该艇独力驶往比利时，于8月8日加入驻泽布吕赫的佛兰德区舰队。在不足八个月的短暂役期内，UB-54号曾参与大西洋潜艇战，足迹遍及英吉利海峡和大西洋东部、爱尔兰南部和法国西部。它执行过六次巡逻，期间累计击沉了协约国或中立国的13艘商船和1艘辅助军舰，容积总吨为7200吨。其中，英国皇家海军Q船瓦拉号（Vala）于1917年8月20日是在距锡利群岛西南约120海里（220）的小索尔滩被维尔纳以88毫米甲板炮击沉，造成43人遇难；而英国运兵船维斯特里斯号则于1918年1月26日在塞纳河口附近幸运躲过了UB-54号发射的鱼雷。这艘10494总吨的轮船也是战争期间遭U艇袭击的最大型船舶之一。
1918年3月1日，UB-54号从泽布吕赫出发前往波特兰岛巡逻，此后再没有返航。据英国方面的报道，它是于1918年3月11日在诺福克沿岸以北的53°15′N 0°45′E / 53.250°N 0.750°E处遭英国驱逐舰鲟号、推进者号和寻回犬号协同投掷深水炸弹击沉，艇内29名官兵全数阵亡。但这种说法一直存在争议。

## 袭击历史摘要
| 日期           | 船名               | 船籍         | 吨位 | 结局 |
| -------------- | ------------------ | ------------ | ---- | ---- |
| 1917年8月20日  | 瓦拉号             | 英國皇家海軍 | 1016 | 击沉 |
| 1917年8月25日  | 弗丽嘉号           | 挪威         | 1046 | 击沉 |
| 1917年12月13日 | 智利号             | 法國         | 1318 | 击沉 |
| 1917年12月20日 | 诺里斯号           | 挪威         | 583  | 击沉 |
| 1917年12月21日 | 奥恩号             | 法國         | 928  | 击沉 |
| 1917年12月23日 | 拉格纳号           | 挪威         | 1747 | 击沉 |
| 1918年1月27日  | 忠贞不渝号         | 比利时       | 26   | 击沉 |
| 1918年1月29日  | 德·朱莉娅号        | 比利时       | 13   | 击沉 |
| 1918年1月29日  | 德·特韦·马塞尔斯号 | 比利时       | 13   | 击沉 |
| 1918年1月29日  | H·黛布拉·于桑号    | 比利时       | 46   | 击沉 |
| 1918年1月29日  | 让·玛蒂尔德号      | 比利时       | 12   | 击沉 |
| 1918年1月29日  | 热纳·亚瑟号        | 比利时       | 25   | 击沉 |
| 1918年1月29日  | 玛丽号             | 比利时       | 16   | 击沉 |
| 1918年1月30日  | 费里希尔号         | 英国         | 411  | 击沉 |

## 脚注
1. ↑  Rössler，第65頁.
2. 1 2 3  Helgason, Guðmundur. . German and Austrian U-boats of World War I - Kaiserliche Marine - Uboat.net.   [2014-07-26].
3. 1 2 3 4 5  Gröner 1991，第25-30頁.
4. 1 2  Helgason, Guðmundur. . German and Austrian U-boats of World War I - Kaiserliche Marine - Uboat.net.   [2022-04-25].
5. ↑  Helgason, Guðmundur. . German and Austrian U-boats of World War I - Kaiserliche Marine - Uboat.net.   [2022-04-25].
6. ↑  陈进，第239頁.
7. ↑  NARS，第95頁.
8. 1 2  Helgason, Guðmundur. . German and Austrian U-boats of World War I - Kaiserliche Marine - Uboat.net.   [2014-12-05].
9. ↑  Helgason, Guðmundur. . German and Austrian U-boats of World War I - Kaiserliche Marine - Uboat.net.   [2022-04-25].
10. ↑  Heaton，第61頁.
11. ↑  . Blue Star on the Web. 2012-02-13  [2022-04-25]. （原始内容存档于2015-09-23）.
12. ↑  Donahue, James. . Ships.   [2022-04-25]. （原始内容存档于2022-01-29）.
13. ↑  Helgason, Guðmundur. . German and Austrian U-boats of World War I - Kaiserliche Marine - Uboat.net.   [2009-04-14].
14. ↑  Messimer，第173頁.